# Насер эль-Дин, Амаль
Амаль Насер эль-Дин (араб. أمل نصر الدين‎, ивр. אמל נסראלדין‎; 31 июля 1928, Далият-аль-Кармель — 9 февраля 2025, Далият-аль-Кармель) — израильский публицист и политик друзского происхождения, депутат Кнессета от партии «Ликуд» с 1977 по 1988 год. В 2023 году он был удостоен Премии Израиля за особый вклад в развитие общества и государства.

## Биография
Насер эль-Дин родился в Далият-эль-Кармеле в эпоху Подмандатной Палестины. С 1961 по 1964 год он возглавлял отдел по работе с демобилизованными солдатами, а в 1969 году стал директором мемориального проекта «Яд ла-Баним» в честь павших солдат ЦАХАЛа из числа друзов, бедуинов и черкесов. С 1964 по 1971 год он занимал должность секретаря Совета рабочих Далият-эль-Кармеля и Исфии.
В 1969 году его сын Лутфи был убит в последний день своей службы в армии. В 2008 году его внук, которого также звали Лутфи, погиб во время операции «Литой свинец».
Первоначально являясь членом партии «МАПАЙ», Насер эль-Дин перешёл в партию «Херут» в 1971 году. Он был в списке «Ликуда» (альянса «Херут» и других правых партий) на выборах в Кнессет 1973 года, но не смог получить место в Кнессете. Однако 21 января 1977 года он вошёл в Кнессет в качестве замены Акивы Нофа, ушедшего в отставку после выхода из «Ликуда». Насер эль-Дин был переизбран на выборах в мае 1977 года, а затем в 1981 и 1984 годах, прежде чем потерял своё место на выборах 1988 года.
В 1973 году Насер эль-Дин основал Сионистский кружок друзов, группу, целью которой было побудить друзов полностью и безоговорочно поддержать государство Израиль. Относительно веры друзов и еврейско-друзских отношений он заявил: «Мы верим в ту же Библию, что и евреи. Мы верим, что в жертву был принесён Исаак, а не Измаил. Мухаммед не наш пророк. Мы — потомки Иофора, тестя Моисея».
Умер 9 февраля 2025 года в возрасте 96 лет.